# Fra Angelico
Fra Angelico [fra andžèliko] ali Beato Angelico, florentinski slikar, * pribl. leta 1395, Vicchio (danes metropolitanska regija Firence), Italija, † 18. februarja 1455, Rim. Rojen je bil kot Guido di Pietro in po vstopu v dominikanski red so ga imenovali Giovanni da Fiesole. Cristoforo Landino, filozof in pisatelj (1424–1498), mu je v svoji zbirki življenjepisov umetnikov pripisal vzdevek Angelico, to je angelski. Vzdevek se ga je hitro oprijel in že takoj po smrti so ga začeli imenovati fra Angelico, kar je prišlo v splošno rabo, ko ga je Vasari zapisal v zbirki biografij Le vite (Življenja umetnikov). Glede na globoko religioznost, ki je značilna za vsa njegova dela, se je fra (brat) kmalu spremenil v beato (blaženi) in s tem imenom je veliki slikar ostal v zgodovini. Dejansko je bil proglašen za blaženega šele leta 1982.

## Življenje
Guidovo leto rojstva ni točno znano. Do nedavnega se je sprejemal datum 1387, ki ga je predlagal Vasari, vendar so moderni zgodovinarji mnenja, da je treba letnico uvrstiti nedoločeno med letoma 1386 in 1400. Leta 1418 je vstopil v dominikanski samostan v kraju Fiesole, ki je danes predmestje Firenc. Zaobljube je podal najkasneje leta 1421 in s tem sprejel ime Giovanni da Fiesole, to je Janez iz kraja Fiesole. V tem samostanu je ostal do leta 1440–1441, ko se je spet združil s skupnostjo, ki se je bila pred tremi leti preselila v Firence v samostan Svetega Marka.
Brat Janez je dosegel visoke položaje v redovni skupnosti. Tako je bil med podpisniki odločbe, ki je zahtevala odselitev večine redovnikov iz Fiesol v Firenze, in je ob tej priliki postal prednik preostalih menihov. Bil je tudi sindicho samostana, to je administrator. Visoko priznanje mu je izkazal papež papež Evgen IV., ko ga je leta 1445 poklical v Rim. Ponudil mu je mesto florentinskega nadškofa, ki ga je brat Janez odklonil in celo svetoval papežu, koga naj imenuje. Kljub temu je bilo njegovo glavno in najpomembnejše opravilo slikanje, ki je tudi pogojevalo njegova bivanja v tem ali onem kraju. V Rimu se je na primer zadržal kar pet let, ker je bil zadolžen za poslikavo kapele, knjižnice in zasebnih prostorov papeža Nikolaja V.
Naslednje obdobje, ki ga je brat Janez preživel v Toskani, je poznano samo po njegovih delih, ki pričajo o neumornem slikanju in stenskih poslikavah. Leta 1454 se je slikar vrnil v Rim, verjetno na papeževo željo. Tu je po nekaj mesecih (februarja 1455) umrl, samo mesec dni pred smrtjo svojega mentorja Nikolaja V.

## Delo
Fra Angelico je začel slikati zelo zgodaj. Njegova zgleda sta bila Lorenzo Monaco in Masaccio. Od Monaca je prevzel spretnost za miniature in smisel za žive barve. Od Masaccia se je naučil linearne perspektive in rabo svetlobnih učinkov. Še pred redovniškimi zaobljubami je izdelal oltarno sliko za samostansko kapelo, nato je sledilo pet let pavze, ker novici niso imeli dovoljenja za slikanje. Od ordinacije dalje je bil pa stalno zaposlen s slikanjem, saj so samostanski predstojniki visoko cenili njegove sposobnosti in ga spodbujali k delu. Imel je samostojno delavnico in krog učencev, ki so mu pomagali. Višek njegove produkcije je poslikava samostanskega kompleksa Svetega Marka, ki se vključuje v velika umetniška dela, ki so jih naročili Medičejci. Leta 1438 je Cosimo Starejši poveril arhitektu Michelozzu gradnjo novega samostana v Firencah in leta 1440 je poklical fra Angelica za njegovo poslikavo. Sodelovanje obeh umetnikov je bilo zelo uspešno. Michelozzo je ustvarjal velike bele stene, na katere so fra Angelico in njegovi učenci prenesli svojo umetnost. Tako je bil poslikan ves kompleks, od cerkve do samostana, od skupne jedilnice do sprejemne dvorane, od notranjih hodnikov do posameznih celic.
Za časa bivanja v Rimu je fra Angelico, vedno s sodelovanjem učencev, poslikal papeževe palače in se za nekaj mesecev mudil tudi v Orvietu, kjer je delal v katedrali. Po vrnitvi v Toskano se je posvetil slikanju na les. Njegovo zadnje delo je Poklon Treh kraljev (tempera na lesu, v krogu premera 137 cm), ki ga je dokončal veliko pozneje Filippo Lippi.

## Galerija
- Oltarna slika Devica in otrok s svetniki, Fiesole
- Oznanjenje, samostan Svetega Marka
- Vstajenje, samostan Svetega Marka
- Nikolinska kapela
- Nikolinska kapela
- Poroka v Kani, poslikava na lesu
- Miniatura v misalu
- Poslednja sodba, samostan Svetega Marka
- Spremenjenje, samostan Svetega Marka